# Akari Akase
Akari Akase (あかせ あかり Akase Akari, * 30. Juli 2001 in der Präfektur Aichi) ist eine japanische Cosplayerin, Webvideoproduzentin, Sängerin, Schauspielerin und Gravure Idol.

## Biografie
Akase wurde am 30. Juli 2001 in der Präfektur Aichi geboren. Seit ihrer frühen Kindheit ist sie ein Fan von Anime und träumte bis in ihrer Zeit an der Oberschule davon, eines Tages im Pretty-Cure-Franchise aufzutreten. In der Oberschule war Akase zeitweise die Managerin des Schul-Volleyballclubs.
Nachdem sie ihr Engagement als Managerin des Volleyballclubs beendet hatte, entschied sich Akase aus ihrer Leidenschaft für Anime mit dem Cosplay zu beginnen. Sie startete ein TikTok-Profil, welches binnen kurzer Zeit an Popularität gewinnen konnte. So erreichte ihr Profil bereits im November des Jahres 2020 mehr als 900.000 Follower. Auch aufgrund ihrer Aktivität wurde die japanische Unterhaltungsindustrie auf Akase aufmerksam und sie erhielt über Twitter das Angebot einer Talentagentur. Mit der Erlaubnis ihrer Eltern nahm sie das Angebot an.
Im März des Jahres 2020 begann Akase ihre Karriere als Gravure Idol mit einem Fotoshooting für das Weekly-Playboy-Magazins des Verlages Shūeisha. Im gleichen Jahr erschien ihr erstes Fotobuch unter dem Titel Semi to Hatsukoi. Ihr Schauspieldebüt gab Akase in der Fernsehserie Kao dake sensei, wo sie die Rolle der Yuki Tanaka spielte. In der Fernsehserie Waru: Hataraku no ga Kakko Warui Nante Dare ga Itta?, die im Jahr 2022 hatte sie ebenfalls eine größere Rolle. Im Dezember des Jahres 2021 erreichte ihr TikTok-Profil die Marke von 1.2 Millionen Abonnenten.
Anfang des Jahres 2022 begann Akase ihr Debüt als Solo-Sängerin. Ihre Debütsingle Koi no Yukue erschien am 23. Februar 2022 und wurde als Abspannlied für die Anime-Fernsehserie My Dress-Up Darling genutzt. Innerhalb der ersten drei Monate nach Veröffentlichung der Single wurde das Lied mehr als sieben Millionen mal gestreamt. In einem Musikvideo, dass zu dem Lied gedreht wurde, verkleidet sich Akase als die Hauptprotagonistin der Serie, Marin Kitagawa, sowie die Charaktere Shizuku Kuroe und Black Lobelia, die im Laufe der Serie von Kitagawa gecosplayed werden. Koi no Yukue stieg auf Platz 17 der japanischen Singlecharts ein und verblieb acht Wochen lang in dem Ranking.
Im Jahr 2023 spielte sie die Rolle der Mizuki in der Fernsehserie zur Mangaserie Trillion Game.

## Filmografie (Auswahl)
- 2021: Kao dake sensei auf Fuji TV als Yuki Tanaka (Fernsehserie)
- 2022: Waru: Hataraku no ga Kakko Warui Nante Dare ga Itta? als Kana Marumatsu (Fernsehserie)
- 2023: Trillion Game als Mizuki (Fernsehserie)

## Bibliografie
- 2020: Semi to Hatsukoi (Fotobuch)

## Diskografie
- 2022: Koi no Yukue (Single)
- 2024: Itsuka Kanaetakute (Single)